# Phạm Tiến Duật
Phạm Tiến Duật (1941 - 2007) là nhà thơ Việt Nam, được truy tặng Giải thưởng Hồ Chí Minh về Văn học Nghệ thuật vào năm 2012 và được tặng Giải thưởng Nhà nước về Văn học Nghệ thuật vào năm 2001.

## Tiểu sử
Phạm Tiến Duật sinh ngày 14 tháng 01 năm 1941 tại huyện Thanh Ba, tỉnh Phú Thọ, Việt Nam. Cha ông là nhà giáo, dạy chữ Hán và tiếng Pháp còn mẹ ông làm ruộng, không biết chữ. Ông tốt nghiệp Trường Đại học Sư phạm Hà Nội năm 1964 nhưng sau đó không tiếp tục với nghề giáo mà quyết định lên đường nhập ngũ (làm phóng viên). Trong 14 năm tại ngũ, ông đã có 8 năm gắn bó với Trường Sơn với Đoàn 559.
Sau chiến tranh, ông về làm việc tại Ban Văn nghệ, Hội Nhà văn Việt Nam. Sau đó là Phó trưởng Ban Đối ngoại Hội Nhà văn Việt Nam. Ông cũng là người dẫn chương trình của chương trình Vui - Khoẻ - Có ích trên kênh VTV3, Đài Truyền hình Việt Nam những năm đầu lên sóng. Ông là Tổng biên tập Tạp chí Diễn đàn Văn nghệ Việt Nam giai đoạn 2001-2006.
Ông là đảng viên Đảng Cộng sản Việt Nam; hội viên Hội Nhà văn Việt Nam từ năm 1970.
Ngày 4 tháng 12 năm 2007, ông mất tại Bệnh viện Trung ương Quân đội 108 vì căn bệnh ung thư phổi.

## Sự nghiệp
Phạm Tiến Duật đóng góp chủ yếu là tác phẩm thơ, phần lớn thơ được sáng tác trong thời kì ông tham gia quân ngũ. Ông chủ yếu viết về hình ảnh thế hệ trẻ trong cuộc kháng chiến chống Mĩ qua các hình tượng người lính và cô thanh niên xung phong trên tuyến đường Trường Sơn. Thơ của ông được các nhà văn khác đánh giá cao và có nét riêng như: giọng điệu sôi nổi, trẻ trung và có cái "tinh nghịch", ngang tàng rất lính nhưng cũng rất sâu sắc. Nhiều bài thơ của ông đã được phổ nhạc thành bài hát trong đó tiêu biểu nhất là Trường Sơn đông, Trường Sơn tây.
Các bài thơ nổi tiếng của ông: Trường Sơn Đông Trường Sơn Tây, Tiểu đội xe không kính, Nhớ, Vòng trắng, Gửi em cô gái thanh niên xung phong, Lửa đèn.

Ông được ca tụng là "con chim lửa của Trường Sơn huyền thoại", "cây săng lẻ của rừng già", "nhà thơ lớn nhất thời chống Mĩ" và "ngọn lửa đèn" của một thế hệ nhà thơ trưởng thành trong kháng chiến chống Mĩ. Thơ ông thời chống Mĩ từng được đánh giá là "có sức mạnh của cả một sư đoàn".
nhà thơ Phạm Tiến Duật, 
Phạm Tiến Duật đã nhận được nhiều giải thưởng văn học: Giải nhất cuộc thi thơ báo Văn nghệ năm 1969 – 1970; Giải thưởng Hội Nhà văn Việt Nam năm 2004 cho tập tiểu luận Vừa làm vừa nghĩ; Giải thưởng văn học 2007 của Trung tâm Văn hoá Doanh nhân cho Tuyển tập Phạm Tiến Duật.
Năm 2001, ông được tặng Giải thưởng Nhà nước về Văn học Nghệ thuật với các tập thơ: Thơ một chặng đường, Ở hai đầu núi, Vầng trăng quầng lửa.
Năm 2007, ông được Chủ tịch nước kí tặng thưởng Huân chương Lao động hạng Nhì.
Năm 2012, ông được truy tặng Giải thưởng Hồ Chí Minh về Văn học Nghệ thuật với các tác phẩm: Đường dài và những đốm lửa, Tiếng bom và tiếng chuông chùa, Vừa làm vừa nghĩ.

### Sự cố sáng tác
Bài thơ “Vòng trắng” là tai hoạ bất ngờ đối với Phạm Tiến Duật. Sau khi bài thơ được in trên tạp chí Thanh niên, ngay lập tức tạp chí Học tập số 9 năm 1974 đã phê phán gay gắt rằng: “Giữa lúc cần nói to lên niềm sung sướng tự hào về cái được vĩ đại của nhân dân ta trong cuộc kháng chiến chống Mỹ thì nhà thơ lại chỉ thấy cái mất, chỉ thấy tang tóc đau thương và than thở...” Và thế là “Vòng trắng” đã không được in trong bất kỳ tập thơ nào của Phạm Tiến Duật sau này. Cho đến trước khi anh qua đời, nhà văn Nguyễn Khắc Phục mới đưa vào Tuyển tập Phạm Tiến Duật, bài “Vòng trắng” do nhà thơ Trần Nhương sưu tầm và giới thiệu.

## Tác phẩm chính
- Gửi em cô bộ đội lái xe (thơ, 1968)
- Vầng trăng quầng lửa (thơ, 1970)
- Thơ một chặng đường (thơ, 1971)
- Ở hai đầu núi (thơ, 1981)
- Vầng trăng và những quầng lửa (thơ, 1983)
- Thơ một chặng đường (tập tuyển, 1994)
- Nhóm lửa (thơ, 1996)
- Tiếng bom và tiếng chuông chùa (trường ca, 2000)
- Vừa làm vừa nghĩ (tiểu luận, 2003).
- Tuyển tập Phạm Tiến Duật (in xong đợt đầu ngày 17 tháng 11 năm 2007).

Nguồn:

## Vinh danh
- Giải thưởng Hồ Chí Minh về Văn học Nghệ thuật năm 2012.
- Giải thưởng Nhà nước về Văn học Nghệ thuật năm 2001.
- Hiện nay, tên của ông được đặt tên cho một tuyến phố ở quận Bắc Từ Liêm, Hà Nội, từ ngã ba giao cắt đường tiếp nối phố Chế Lan Viên tại toà OCT1 Khu đô thị Resco đến ngã ba giao cắt đường tiếp nối phố Chế Lan Viên (đối diện Trường THCS Cổ Nhuế 2, thuộc tổ dân phố Viên 1, phường Cổ Nhuế 2).

### Giải thưởng văn học
- Giải nhất cuộc thi thơ báo Văn nghệ năm 1969 – 1970.
- Giải thưởng Hội Nhà văn Việt Nam năm 2004 cho tập tiểu luận Vừa làm vừa nghĩ.
- Giải thưởng văn học 2007 của Trung tâm Văn hoá Doanh nhân.